# Matazo Kayama
Matazō Kayama (加山 又造, Kayama Matazō), Quioto, 1927 - 2004, foi um pintor nihonga japonês.

## Carreira artística
Filho de um designer de kimonos, Matazō Kayama esteve em contato com a produção artística desde a infância.  Ele ingressou na Academia de pintura de Quioto quando tinha 13 anos. 
Conhecido por explorar uma técnica mista que transitava entre a pintura e a fotografia, Matazō Kayama graduou-se na Universidade de Artes de Tóquio em 1949. Tendo sido aluno de Yamamoto Kyujin.
Por volta do ano de 1960 ele viajou, fez exposições e realizou conferências no exterior. 
A partir de 1950, ele participou de exposições da The Association of Young Artists (Shinseisaku gakai), onde foi premiado quatro vezes. 
Em 1957, lhe foi concedido o Young Painters Prize no Asahi Shimbun  Em 1958, ele começou a participar em exposições internacionais de artistas japoneses modernos. 
Em 1964, ele produziu um mural de cerâmica para o Templo Taiseki-ji de Fujinomiya, Shizuoka.
Em 1967, esteve entre as atrações da Masterpieces of Modern Japanese Painting no museu Hermitage em Saint Petersburg e no Museu Pushkin em Moscow. Em 1973, o Asahi Shimbun lhe concedeu o prêmio de Japanese Art. 
Desenvolveu uma pagoda de pedra para o Templo de Jindai-ji em homenagem a seu amigo Yokoyama Misao (1920) em 1974.
No final da década de 1970, várias organizações o comissionaram a fazer murais decorativos, incluindo a Embaixada Japonesa nos Estados Unidos.
Em 1988, Matazō Kayama tornou-se professor na Universidade de Artes de Tóquio.

### Técnica
O trabalho de Matazō Kayama pode ser definido como uma fusão entre a pintura e a fotografia. Em 1950, ele passou a incorporar discretos elementos do cubismo e do futurismo italiano em suas séries de pinturas de pássaros ou outros animais. 
Kayama costumava combinar trabalhos artesanais com motivos tradicionais e linhas mais delicadas para renderizar composições suaves e evocativas. Focava seu estudo em técnicas japonesas de ilustração do século XVII. Ao modernizar o estilo de pintura japonesa, acrescentou um clima de presságio e melancolia à figuração figurativa e formalizada de temas essencialmente tradicionais.